# Rostflocklar
Rostflocklar (Ageratina) är ett släkte av korgblommiga växter. Rostflocklar ingår i familjen korgblommiga växter.

## Bildgalleri

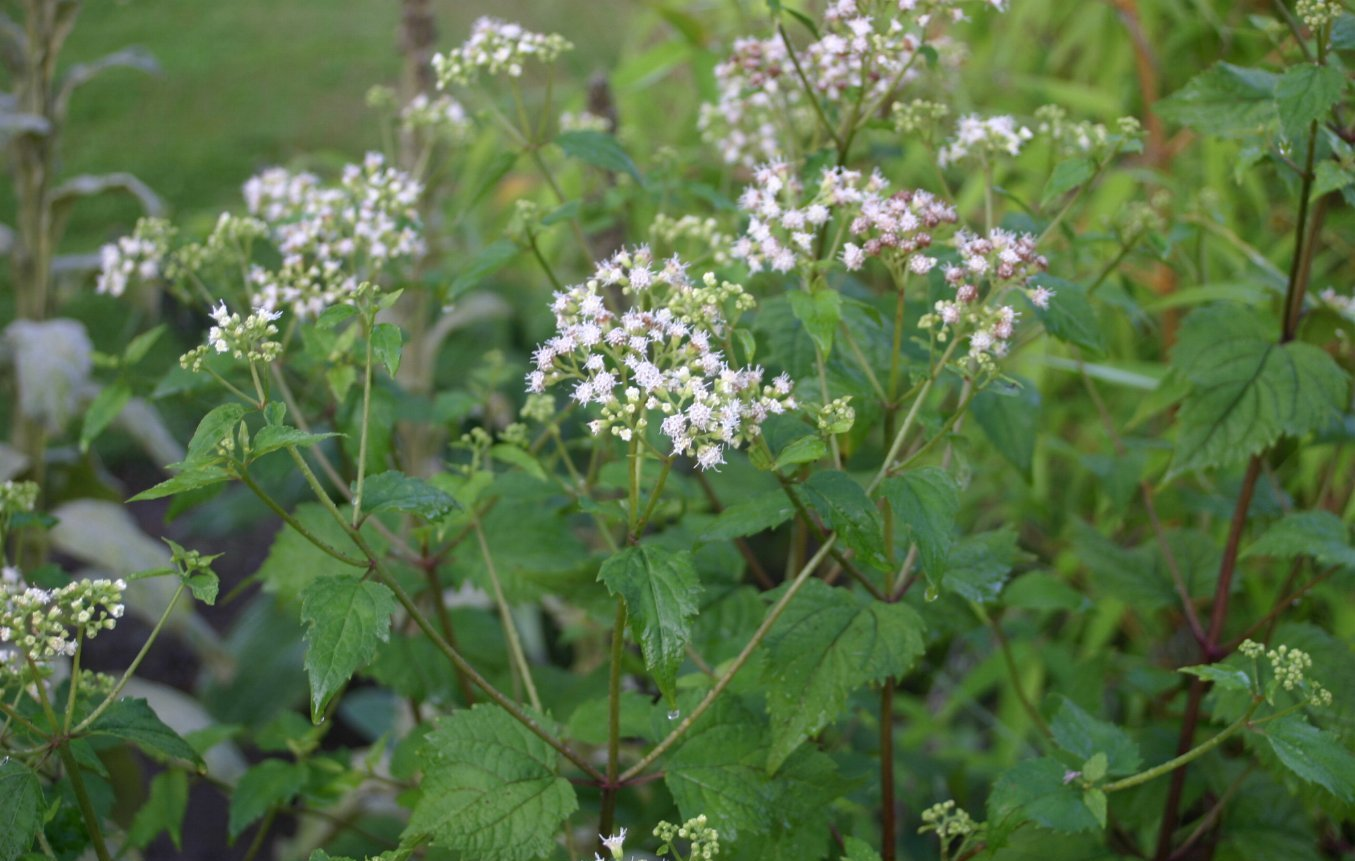
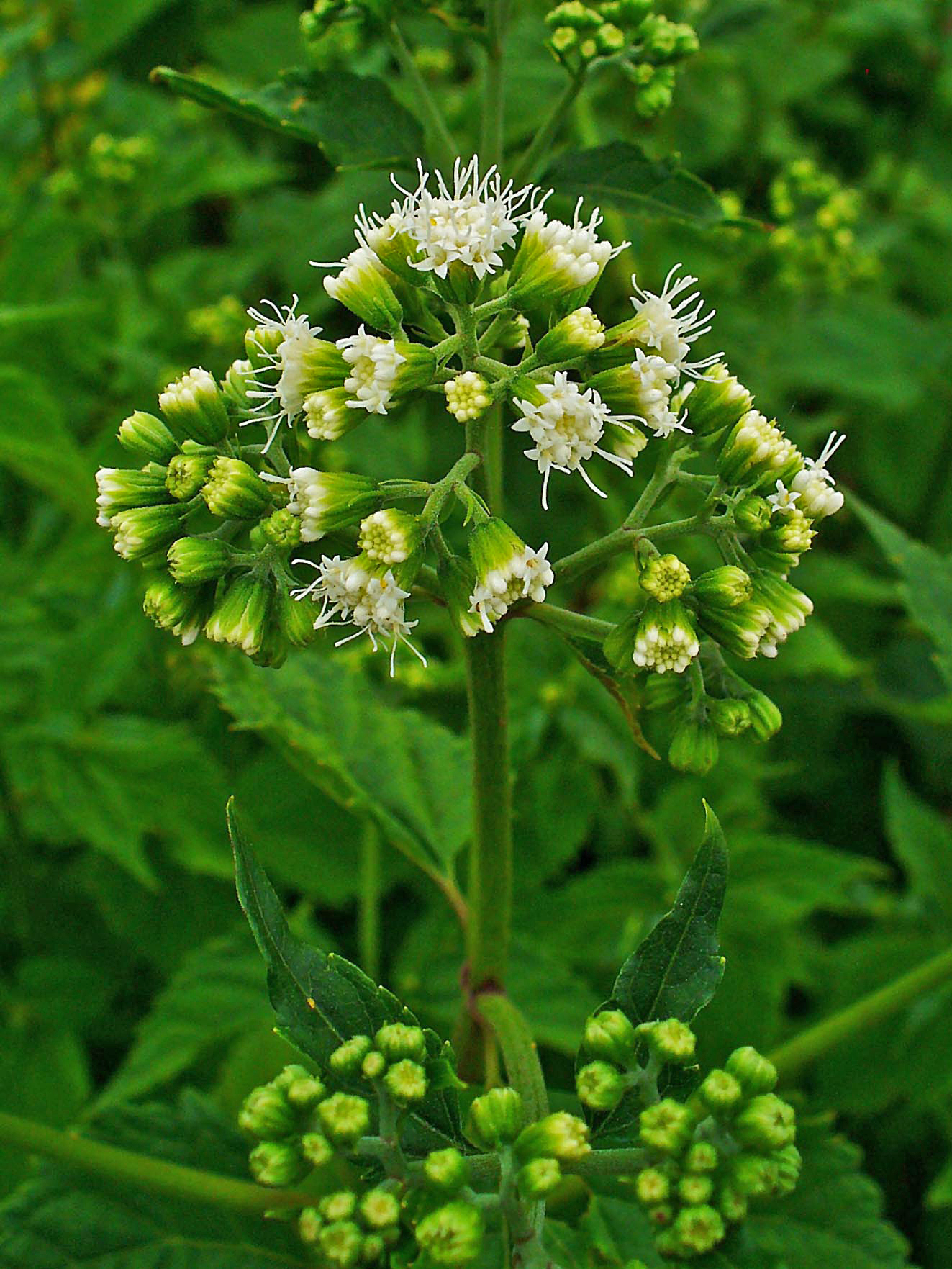
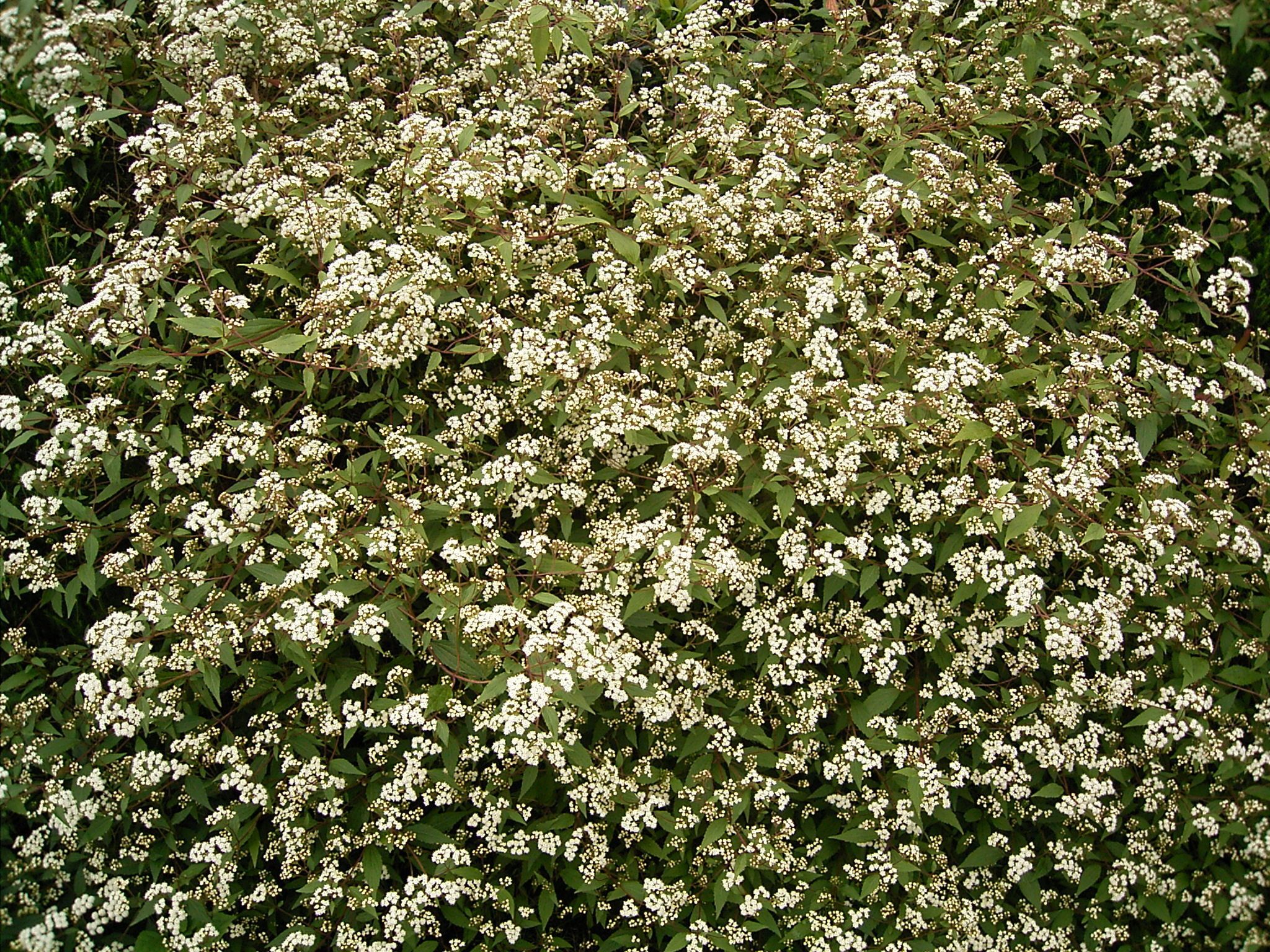

## Dottertaxa till Rostflocklar, i alfabetisk ordning[1]
- Ageratina acevedoana
- Ageratina acevedoi
- Ageratina acutidentata
- Ageratina adenachaenia
- Ageratina adenophora
- Ageratina adenophoroides
- Ageratina aegirophylla
- Ageratina alexanderi
- Ageratina allenii
- Ageratina almedae
- Ageratina altissima
- Ageratina amblyolepis
- Ageratina ampla
- Ageratina anchistea
- Ageratina anisochroma
- Ageratina apollinairei
- Ageratina appendiculata
- Ageratina aracaiensis
- Ageratina arbutifolia
- Ageratina aristeguietii
- Ageratina aristei
- Ageratina aromatica
- Ageratina arsenei
- Ageratina asclepiadea
- Ageratina atrocordata
- Ageratina austin-smithii
- Ageratina ayerscottiana
- Ageratina baccharoides
- Ageratina badia
- Ageratina barbensis
- Ageratina barclayae
- Ageratina barriei
- Ageratina beamanii
- Ageratina bellidifolia
- Ageratina betulaefolia
- Ageratina bishopii
- Ageratina blepharilepis
- Ageratina bobjansenii
- Ageratina boekei
- Ageratina boyacensis
- Ageratina brandegeeana
- Ageratina breedlovei
- Ageratina brevipes
- Ageratina burgeri
- Ageratina caeciliae
- Ageratina calaminthaefolia
- Ageratina calderillensis
- Ageratina calophylla
- Ageratina camachensis
- Ageratina campii
- Ageratina campyloclada
- Ageratina capazica
- Ageratina capillipes
- Ageratina cardiophylla
- Ageratina carmonis
- Ageratina cartagoensis
- Ageratina celestini
- Ageratina cerifera
- Ageratina chachapoyasensis
- Ageratina chazaroana
- Ageratina chimalapana
- Ageratina chiriquensis
- Ageratina choricephala
- Ageratina choricephaloides
- Ageratina ciliata
- Ageratina colimana
- Ageratina collodes
- Ageratina contigua
- Ageratina contorta
- Ageratina corylifolia
- Ageratina costaricensis
- Ageratina crassiceps
- Ageratina cremasta
- Ageratina crenaea
- Ageratina croatii
- Ageratina cronquistii
- Ageratina cruzii
- Ageratina cuatrecasasii
- Ageratina cuencana
- Ageratina cumbensis
- Ageratina cutervensis
- Ageratina cuzcoensis
- Ageratina cylindrica
- Ageratina dasyneura
- Ageratina davidsei
- Ageratina deltoidea
- Ageratina dendroides
- Ageratina desquamans
- Ageratina dictyoneura
- Ageratina dillonii
- Ageratina diversipila
- Ageratina dolichobasis
- Ageratina dombeyana
- Ageratina dorrii
- Ageratina durangensis
- Ageratina elegans
- Ageratina enixa
- Ageratina ernstii
- Ageratina espinosarum
- Ageratina etlensis
- Ageratina ewanii
- Ageratina fastigiata
- Ageratina feuereri
- Ageratina flaviseta
- Ageratina flourensifolia
- Ageratina funckii
- Ageratina geminata
- Ageratina gentryana
- Ageratina gilbertii
- Ageratina glabrata
- Ageratina glandularis
- Ageratina glandulifera
- Ageratina glauca
- Ageratina glechonophylla
- Ageratina glischra
- Ageratina gloeoclada
- Ageratina glyptophlebia
- Ageratina gonzaleziorum
- Ageratina gracilenta
- Ageratina gracilis
- Ageratina grandifolia
- Ageratina grashoffii
- Ageratina gynoxoides
- Ageratina gypsophila
- Ageratina haageana
- Ageratina halbertiana
- Ageratina harlingii
- Ageratina hartii
- Ageratina havanensis
- Ageratina hebes
- Ageratina hederaefolia
- Ageratina hederifolia
- Ageratina helenae
- Ageratina henzium
- Ageratina herbacea
- Ageratina hernandezii
- Ageratina hidalgensis
- Ageratina hintonii
- Ageratina hirtella
- Ageratina huehueteca
- Ageratina hyssopina
- Ageratina ibaguensis
- Ageratina ilicifolia
- Ageratina illita
- Ageratina infiernillensis
- Ageratina intercostulata
- Ageratina intibucensis
- Ageratina iodotricha
- Ageratina irrasa
- Ageratina isolepis
- Ageratina ixiocladon
- Ageratina jacunda
- Ageratina jahnii
- Ageratina jalpana
- Ageratina jocotepecana
- Ageratina josepaneroi
- Ageratina jucunda
- Ageratina juxtlahuacensis
- Ageratina kochiana
- Ageratina kupperi
- Ageratina lapsensis
- Ageratina lasia
- Ageratina lasioneura
- Ageratina latipes
- Ageratina leiocarpa
- Ageratina lemmonii
- Ageratina leptodictyon
- Ageratina liebmannii
- Ageratina ligustrina
- Ageratina lobulifera
- Ageratina loeseneri
- Ageratina lopez-mirandae
- Ageratina lorentzii
- Ageratina luciae-brauniae
- Ageratina lucida
- Ageratina macbridei
- Ageratina macdonaldii
- Ageratina macvaughii
- Ageratina mairetiana
- Ageratina malacolepis
- Ageratina manantlana
- Ageratina maranonii
- Ageratina mariarum
- Ageratina miahuatlana
- Ageratina microcarpum
- Ageratina miquihuana
- Ageratina modesta
- Ageratina molinae
- Ageratina moorei
- Ageratina mortoniana
- Ageratina muelleri
- Ageratina multiserrata
- Ageratina mutiscuensis
- Ageratina mygindaefolia
- Ageratina nelsonii
- Ageratina neohintoniorum
- Ageratina neriifolia
- Ageratina nesomii
- Ageratina oaxacana
- Ageratina ocanensis
- Ageratina occidentalis
- Ageratina oligocephala
- Ageratina ovilla
- Ageratina pachypoda
- Ageratina pacifica
- Ageratina pampalcensis
- Ageratina paramensis
- Ageratina parayana
- Ageratina parviceps
- Ageratina paucibracteata
- Ageratina paupercula
- Ageratina pazcuarensis
- Ageratina pelotropha
- Ageratina pendula
- Ageratina pentlandiana
- Ageratina pentlandica
- Ageratina peracuminata
- Ageratina perezii
- Ageratina petiolaris
- Ageratina photina
- Ageratina pichinchensis
- Ageratina piurae
- Ageratina plethadenia
- Ageratina popayanensis
- Ageratina porriginosa
- Ageratina potosina
- Ageratina pringlei
- Ageratina prionobia
- Ageratina proba
- Ageratina prunellaefolia
- Ageratina prunellifolia
- Ageratina prunifolia
- Ageratina pseudochilca
- Ageratina pseudogracilis
- Ageratina psilodora
- Ageratina queretaroana
- Ageratina ramireziorum
- Ageratina ramonensis
- Ageratina regalis
- Ageratina remyana
- Ageratina repens
- Ageratina resinifera
- Ageratina resiniflua
- Ageratina reticulifera
- Ageratina rhodopappa
- Ageratina rhodopoda
- Ageratina rhomboidea
- Ageratina rhypodes
- Ageratina rhytidodes
- Ageratina riparia
- Ageratina riskindii
- Ageratina rivalis
- Ageratina robinsoniana
- Ageratina rollinsii
- Ageratina roraimensis
- Ageratina rosei
- Ageratina rothrockii
- Ageratina rubricaulis
- Ageratina rufa
- Ageratina rupicola
- Ageratina salicifolia
- Ageratina saltillensis
- Ageratina salvadorensis
- Ageratina sandersii
- Ageratina schaffneri
- Ageratina scopulorum
- Ageratina scorodonioides
- Ageratina seleri
- Ageratina serrulata
- Ageratina shastensis
- Ageratina simulans
- Ageratina sinaloensis
- Ageratina skutchii
- Ageratina sodiroi
- Ageratina soejimana
- Ageratina solana
- Ageratina sotarensis
- Ageratina sousae
- Ageratina spooneri
- Ageratina standleyi
- Ageratina sternbergiana
- Ageratina stictophylla
- Ageratina stricta
- Ageratina subcordata
- Ageratina subferruginea
- Ageratina subglabra
- Ageratina subinclusa
- Ageratina subintegra
- Ageratina sundbergii
- Ageratina tambillensis
- Ageratina tarmensis
- Ageratina tenuis
- Ageratina tetragona
- Ageratina textitlana
- Ageratina theaefolia
- Ageratina thyrsiflora
- Ageratina tinifolia
- Ageratina tomentella
- Ageratina tonduzii
- Ageratina trapezoidea
- Ageratina triangulata
- Ageratina triniona
- Ageratina tristis
- Ageratina typica
- Ageratina urbanii
- Ageratina vacciniaefolia
- Ageratina valerioi
- Ageratina vallincola
- Ageratina warnockii
- Ageratina websteri
- Ageratina venulosa
- Ageratina vernalis
- Ageratina vernicosa
- Ageratina whitei
- Ageratina viburnoides
- Ageratina viejoana
- Ageratina villonacoensis
- Ageratina viscosa
- Ageratina viscosissima
- Ageratina wrightii
- Ageratina wurdackii
- Ageratina yaharana
- Ageratina yecorana
- Ageratina zapalinama
- Ageratina zinniifolia
- Ageratina zunilana